# クイーン・シティ (砲艦)

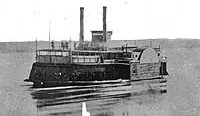
「クイーン・シティ」

クイーン・シティ (USS Queen City) は南北戦争時のアメリカ合衆国海軍の艦艇。tincladと呼ばれる浅吃水の砲艦の一隻。tincladには番号が振られており、「ぺトレル」は26である。
「クイーン・シティ」は舷側外輪船で、トン数210トン。兵装は24ポンドダールグレン滑腔砲4門、30ポンドパロット砲2門、32ポンド滑腔砲2門であった。
1963年2月にSamuel Wigginsより購入され、改装後、4月1日にシンシナティでJason Goudyの指揮下就役した。
10月13日、「クイーン・シティ」はアーカンソー州Helenaより出発し、ミシシッピ州Friar's Pointへ兵士を上陸させた。そこでは200梱以上の綿花が押収された。
1864年1月末、ホワイト川河口から約15マイル上流のCarson's Landingで汽船「Freestone」が岸から攻撃を受けると、「クイーン・シティ」はその相手と約15分間交戦した。
3月22日、汽船「Des Arc」で火災が発生すると、他船への延焼を防ぐためtinclad「Covington」が同船を対岸へ移動させ、それから「クイーン・シティ」が砲弾を撃ち込んだ。
6月24日、Clarendonにあった「クイーン・シティ」はジョセフ・シェルビー率いる南軍の攻撃を受け、約15分間の一方的な戦闘の後、降伏した。戦闘で1名が死亡し、33名が捕虜となった。そのうち8名のコントラバンドは即座に殺されたとChicago Daily Tribuneは後に報じた。他は対岸に逃れたが、2名が溺死した。7月12日のMemphis Argusでは、23名が逃げ、11名が殺されたが行方不明であると報じられている。
南軍側は「クイーン・シティ」から10000万ドルを超える現金や弾薬、12ポンド榴弾砲を獲得し、その後艦を爆破した。その後Timberclad「Tyler」などが到着し、戦闘後シェルビーは撤退。「クイーン・シティ」乗員5名が助け出され、また同艦の榴弾砲も回収された。